# Haplogroupe V (ADNmt)
L'haplogroupe V est un haplogroupe du génome mitochondrial humain. Ce clade serait originaire du Proche-Orient il y a plus de 14 000 ans. On le trouve aujourd'hui notamment en Laponie et dans le nord de l'Espagne.

## Origine
L'haplogroupe V est issu de la sous-classe HV0a de l'haplogroupe HV. Son foyer d'origine reste débattu parmi les chercheurs, avec différentes hypothèses émises depuis 1998, parmi lesquelles une origine au Proche-Orient il y a au moins 14 000 ans.

## Archéogénétique
L'haplogroupe V a été trouvé au Maghreb sur des restes fossiles associés à des vestiges ibéromaurusiens de la grotte des Pigeons, à Tafoughalt, au Maroc, datés d'environ 14 000 ans avant le présent.
L'haplogroupe V a également été signalé dans des vestiges fossiles de la culture rubanée, à Halberstadt, en Allemagne, datés d'environ 5500 av. J.-C., et à Derenburg Meerenstieg, près de Blankenburg (Harz), en Allemagne, datés d'environ 4910 av. J.-C.. L'haplogroupe V7 a été trouvé dans des restes fossiles représentatifs de la culture de Maïkop lors de fouilles menées par Alexei Rezepkin (en). L'haplogroupe V a été détecté chez des représentants des cultures Trypil'ska et d'Unétice (Âge du bronze).

## Distribution actuelle
L’haplogroupe V est un haplogroupe d’ADNmt relativement rare, présent chez environ 4 % des Européens autochtones. Sa plus forte concentration se situe parmi le peuple sami du nord de la Scandinavie (~ 59 %). Il a été trouvé à une fréquence d'environ 10 % chez les Maris de la région Volga-Oural, ce qui laisse à penser que cette région pourrait être à l'origine du V chez les Samis. De plus, l'haplogroupe V a été observé à des niveaux supérieurs à la moyenne parmi les habitants de Cantabrie (15 %) du nord de la péninsule Ibérique et chez les Basques adjacents (10,4 %).